# Wełyki Bubny
Wełyki Bubny (ukr. Великі Бубни) – wieś na Ukrainie, w obwodzie sumskim, w rejonie romeńskim, w hromadzie Romny. W 2001 liczyła 1328 mieszkańców, spośród których 1293 wskazało jako ojczysty język ukraiński, 32 rosyjski, 1 mołdawski, a 2 białoruski.